# سیارک ۱۷۹۳۴
سیارک ۱۷۹۳۴ (به انگلیسی: 17934 Deleon، نامگذاری:1999GK39) هفده هزار و نهصد و سی و چهارمین سیارک کشف شده‌است که در ۱۲ آوریل ۱۹۹۹ کشف شد.
قدر مطلق سیارک برابر ۱۳.۵ است.